# Devadasu
Devadasu (dubbing w  malajalam: „Devdas”)  to tollywoodzki romans i film akcji z 2006 roku z debiutantami Ramem i Ileaną D’Cruz w rolach głównych. W roli negatywnej Sayaji Shinde. Reżyser (jednocześnie scenarzysta i producent filmu): debiutant Y.V.S. Chowdary. Gościnnie występuje gwiazda filmów w języku telugu Shriya Saran. 

## Fabuła
Bhanumathi (Ileana D’Cruz), córka wzbogaconego w Nowym Jorku Indusa z Andhra Pradesh marzy o studiowaniu śpiewu klasycznego w Indiach. Ojciec ulegając prośbom ukochanej jedynaczki pozwala jej w towarzystwie babci wyjechać na studia do Hajdarabadu. Babcia stęskniona za krajem żarliwie modli się o męża dla Bhanu, o przywiązanego do tradycji Indusa. I Bóg odpowiada na jej prośby stykając Bhanu w świątyni z biednym osieroconym studentem  Devdasem (Ram). Ta znajomość niespecjalnie cieszy bogatego polityka. Podstępem udaje mu się wywieźć córkę z Indii. W Ameryce stara się zaaranżować jej małżeństwo z kimś godnym jego pozycji. Ale Bhanu przekonana, że nie ma takich przeszkód, których nie pokona miłość Devdasa, czeka w Nowym Jorku na jego przyjazd. Przyjaciele Devdasa sprzedają swoje motory, aby stać go było na wyjazd do Ćennaju po wizę. Po odmowie wizy Devdasa ogarnia rozpacz. Czy miłość zwycięży brak pieniędzy i dzielące ich granice?

## Obsada
- Ram ... Devdas
- Ileana D’Cruz ... Bhanumati
- Sayaji Shinde ... Katamraju
- Shriya Saran ... siebie (Cameo)
- Y.V.S Chowdary ... siebie
- Chakri ... siebie (Cameo)
- Manuel Drieschmanns